# Lodewijk Dommers

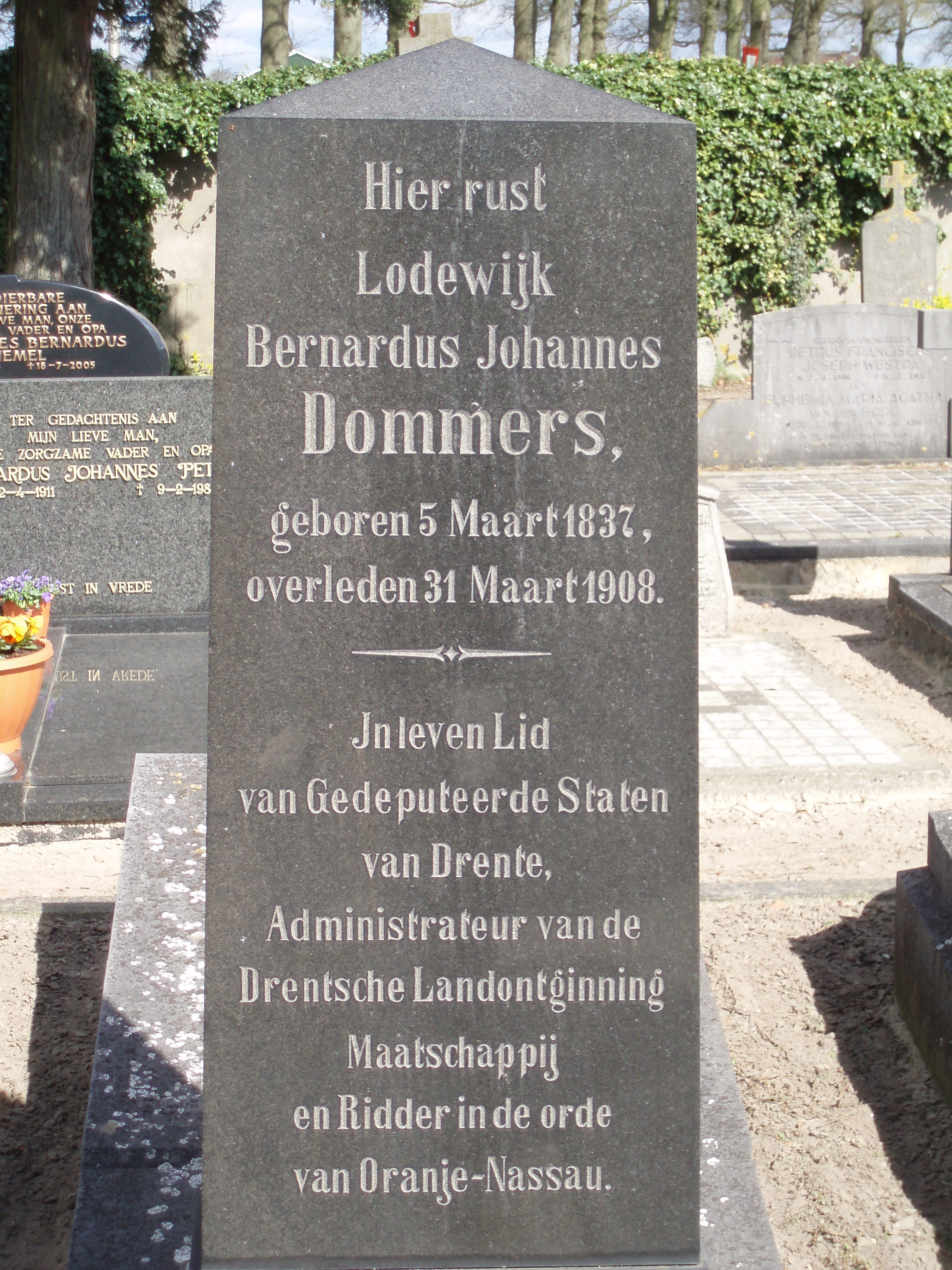
Het graf van Dommers op de Rooms-Katholieke Begraafplaats in Dalen

Lodewijk Bernardus Johannes Dommers, ook wel Meneer Louis of De Dommers genoemd, (Coevorden, 5 maart 1837 - Amsterdamscheveld, 31 maart 1908) was een Nederlandse ondernemer en liberaal politicus.

## Loopbaan
In 1862 was Dommers directeur van de Coevorder Gazcompagnie, die door de Drentsche Landontginning Maatschappij (DLM) was opgericht en gas voor verlichting produceerde.

Hij was van 1862 tot 1874 raadslid van de gemeente Coevorden. Ook was hij secretaris van de Stieltjeskanaal Maatschappij (SKM) die het Stieltjeskanaal liet aanleggen.

Voor de DLM was hij administrateur en zaakwaarnemer. Deze maatschappij liet voor hem de villa La Paix bouwen, waar hij van 1874 tot aan zijn dood woonde.

Dommers werd in 1884 de eerste burgemeester van Schoonebeek. Van 1904 tot aan zijn dood was hij lid van het college van Gedeputeerde Staten van Drenthe. Hij werd begraven op het Rooms-Katholiek Kerkhof De Loo in Coevorden.

## Trivia
- Dommers was Ridder in de Orde van Oranje-Nassau.
- Het Dommerskanaal is naar hem vernoemd.

- International Standard Name Identifier: 0000 0003 9248 4462
- Nederlandse Thesaurus van Auteursnamen: 195510135
- Virtual International Authority File: 286526146